# Matejče
Mateytché ou Matejče (en macédonien Матејче, en albanais Mateçi) est un village du nord de la Macédoine du Nord, situé dans la municipalité de Lipkovo. Le village comptait 3394 habitants en 2002. Il est majoritairement albanais. Le village est connu pour son monastère Notre-Dame, situé dans la Skopska Crna Gora, à 1 005 m d'altitude, et construit au XIVe siècle.

## Démographie
Lors du recensement de 2002, le village comptait :
- Albanais : 3 012
- Serbes : 325
- Macédoniens : 17
- Autres : 39